# Pteris dangiana
Pteris dangiana är en kantbräkenväxtart som beskrevs av X. Y. Wang och P. S. Wang. Pteris dangiana ingår i släktet Pteris och familjen Pteridaceae. Inga underarter finns listade.